# Зеира, Йосеф
Йосеф Зеира (ивр. יוסף זעירא‎; родился 13 октября 1950, Иерусалим, Израиль) — израильский экономист, профессор экономики Еврейского университета в Иерусалиме, соавтор модели Галора — Зейра.

## Биография
Йосеф родился 13 октября 1950 года в Иерусалиме в семье Ашера Хаима Зеира и Йохевед Фриды Дриллик. В 1971—1974 годах проходил службу в Армии обороны Израиля в звании майора.
Йосеф в 1968 году поступил и в 1971 году получил степень бакалавра наук по математике с отличием, в 1976 году — магистерскую степень по математике с отличием, а в 1984 году был удостоен степени доктора философии по экономике в Еврейском университете в Иерусалиме.
Преподавательскую деятельность начал в качестве научного сотрудника в Гарвардском университете в 1984—1985 годах и в Массачусетском технологическом институте в 1985 году. Затем вернулся в Израиль на должность лектора на экономическом факультете в 1985—1991 годах, старшего лектора в 1991—1998 годах, ассоциированного профессора в 1998—2007 годах в Еврейском университете в Иерусалиме. Затем становится заведующим кафедрой имени Арона и Михаила Чиливича на факультете международной торговли с 2006 года и в должности полного профессора экономики Еврейского университета в Иерусалиме с 2007 года. С 2008 года является также профессором экономики университета Луис-Гвидо Карли.
Был приглашённым профессором в Брауновском университете в 1990 году, в Гарвардском университете в 1991 году, в Брандейском университете в 1997 году, в Правительственной школе Джона Ф. Кеннеди в 2001—2003 годах, в Университете Крита в 2007 году. Был редактором журнала Research in Economics в 2006—2011 годах и Macroeconomic Dynamics в 2006—2011 годах. Был председателем инвестиционного комитета Пенсионного фонда еврейского агентства в 1994—1995 годах, директором Сапир форума по экономической политики Израиля в 1995 году и в 1999—2000 годах, экономическим советником Министерства финансов Израиля в 1995—1996 годах, президентом Израильской экономической ассоциации в 2016—2018 годах.
Й. Зеира является членом Aix Group с 2005 года, помощником редактора журнала Journal of Economic Growth с 1998 года и SSRN с 1998 года, старшим научным сотрудником Центра экономического анализа Римини с 2009 года, научным сотрудником Центра исследований экономической политики с 1993 года.
Семья
Йосеф Зеира женился на Анате Бен-Закен 11 февраля 1989 года, и у них родились сын Ной и дочь Айелет.

## Вклад в науку
Йосеф Зеира вместе с Одедом Галором в своей статье «Распределение доходов и макроэкономика» от 1993 года предложили модель, которая стала называться модель Галора — Зейра.

## Награды
- 2016 — премия Майкла Милкена за выдающиеся достижения в преподавании от Еврейского университета Иерусалима.
- 2015 — грант от Израильского фонда науки за работу «Книга об израильской экономике».
- 2009 — премия Базового проекта Фонда очных исследований Еврейского Университета за работу «Глобализация и дивергенция».
- 2005 — грант от Израильского фонда науки за работу «Машины как двигатели роста».
- 2005 — премия Базового проекта Фонда очных исследований Еврейского Университета на работу «Инновации, патентные гонки и эндогенный рост».
- 2000 — грант Израильского фонда науки за работу «Неравенство в оплате труда, технологии и торговля».
- 2000 — премия Базового проекта Фонда очных исследований Еврейского Университета на работу «Сроки закупки и совокупные колебания».
- 1998 — двухлетний грант руководителю израильской команды гранта TMR Европейского Союза на тему «Экономический анализ политических институтов».
- 1996 — грант Эшколя на исследование «Российская иммиграция в Израиль».
- 1984 — стипендия Фонда Ротшильда.